# Nuno Álvares Botelho
Nuno Álvares Botelho (Aldeia Galega do Ribatejo, 1590 - Samatra, 5 de Maio de 1631) foi um nobre português, considerado como o último grande capitão da Índia Portuguesa.

## Biografia
Filho do futuro governador do Brasil, Diogo Botelho, e neto dum antigo capitão de Tânger Francisco Botelho, Nuno Álvares começou a sua carreira militar muito novo, integrante nas armadas de vigia das costas de Gibraltar e Marrocos, papel que desempenha entre 1598 e 1616, onde adquire muita experiência em guerra no mar que lhe será útil nos mares do Oriente.
Álvares Botelho parte para a Índia Portuguesa por duas vezes, em 1617 embarcando com o Vice-Rei D. João Coutinho, ao comando de uma das seis naus e em 1620 como capitão-mor, embarca, de novo, ao comando de 4 naus e 6 galeões. Em 1624 parte em definitivo para a Índia para tentar aliviar a situação no Oceano Índico que começava a tornar-se difícil para os Portugueses.
Nessa condição, parte para o Estreito de Ormuz para tentar repor o domínio português nessa zona, recorde-se que Ormuz tinha sido conquistada em 1622 pelos persas com a ajuda naval dos ingleses. E em Fevereiro de 1625, durante dias, trava a batalha naval de Ormuz contra uma armada coligada de navios ingleses (capitão-mor John Weddell) e holandeses (capitão-mor Albert Becker), no entanto o resultado dessa batalha é inconclusivo, mas permitiu aos portugueses recuperar o prestígio na região e, provavelmente, salvar Mascate de mais ataques europeus.
Em 1628 volta a Goa, onde compõem um triunvirato de Governadores da Índia pelo falecimento do governador anterior e onde o sucessor não estava claramente definido, entretanto Malaca é cercada pelas forças do Sultão de Achém por uma formidável armada de 236 embarcações e 19 mil homens, depois de resolvida a questão de sucessão, tendo sido eleito vice-rei D. Miguel de Noronha, 4.º Conde de Linhares, Álvares Botelho oferece-se para ir salvar Malaca. Prepara-se então a armada de socorro a Malaca, composta por 28 navios de remo, que parte finalmente em Setembro de 1629 comandada pelo capitão Álvares Botelho.
Enquanto não chegava a armada de socorro, Malaca ia resistindo às investidas inimigas com tenacidade dos soldados e moradores e com ajuda das robustas fortificações. Chegada entretanto a armada de Álvares Botelho, procedeu-se então ao confronto, em que a habilidade do capitão português em combate com a desorientação do general dos Achens Lançamane, saldou-se na derrota total da armada inimiga, já que dos 236 navios e 19 mil homens que foram tentar conquistar Malaca nenhum voltou ao seu país. Nuno Álvares Botelho foi então recebido em triunfo na cidade pelo capitão português da praça Gaspar de Melo de Sampaio, procedendo-se à avaliação do valioso saque, sobretudo em material bélico.
Logo após a sua vitória, tenta aliviar a difícil situação em que a cidade se encontrava face ao cada vez maior controlo da região pelos holandeses, fazendo frente às armadas holandesas que proliferavam nas águas da região. No entanto pouco tempo depois da grande vitória em Malaca, Álvares Botelho morre afogado depois da fusta onde seguia ter sido atingida por uma nau holandesa, morrendo afogado.
Foi levado para Malaca onde foram celebradas as exéquias solenes, sendo enterrado na capela-mor. Morrendo assim o último grande capitão português na Índia, cujos feitos militares causaram grande impressão, nomeadamente entre os cronistas da época que não deixaram de registar a sua biografia.
A grande vitória que obteve em Malaca, para além de um enorme prestígio militar, o reconhecimento do Rei Filipe III, patente, tanto na intenção, expressa em carta enviada à sua viúva, D. Brites de Lima, de pôr luto pela sua memória, como na concessão do título de 1.º Conde de São Miguel ao seu filho, D. Francisco Nuno Álvares Botelho.